# Esquirol llistat de Palmer
L'esquirol llistat de Palmer (Neotamias palmeri) és una espècie de rosegador de la família dels esciúrids. És endèmic de Nevada (Estats Units), on viu a altituds d'entre 2.100 i 3.600 msnm. S'alimenta de llavors, fruita, fongs carnosos, vegetació verda i insectes. El seu hàbitat natural són els boscos de coníferes. Està amenaçat pel desviament de recursos hidrològics, la tala d'arbres, la depredació per gossos i gats ferals i el desenvolupament urbà.
Aquest tàxon fou anomenat en honor del botànic estatunidenc Theodore Sherman Palmer.